# Wetenschappelijke notatie
De wetenschappelijke notatie of zwevendekommanotatie van een getal is een manier om getallen te noteren met 10 als grondtal. Hierbij wordt het getal in twee delen gesplitst, waarbij het tweede deel een macht van 10 weergeeft. Zo zijn zeer grote of zeer kleine getallen beter leesbaar en worden de significante cijfers beter aangegeven. Bij handschrift en bij gebruik van de speciale notatie in platte tekst is het ook een handige manier om de getallen te schrijven. In de informatica worden zwevendekommagetallen gebruikt als datatype.

## Uitwerking
Getallen ongelijk aan nul worden hierbij weergegeven in de vorm {\displaystyle \pm \,a\times 10^{b}}, waarbij {\displaystyle b} een geheel getal is en de exponent, de exponent van 10, wordt genoemd en {\displaystyle a} de mantisse, of ook significant of coëfficiënt. Een bepaald getal kan hierbij op verschillende manieren worden geschreven: verhogen van {\displaystyle b} met 1 reduceert {\displaystyle a} met een factor 10. Meestal wordt {\displaystyle a} tussen 1 en 10 gekozen, zodat er een cijfer voor het decimaalteken staat. Bijvoorbeeld: het getal 12345 kan worden weergegeven als {\displaystyle 123,45\times 10^{2}}, maar ook  als {\displaystyle 1,2345\times 10^{4}}.
Voor zeer grote getallen wordt de wetenschappelijke notatie vaak gebruikt om een benadering van het weer te geven getal te maken. Een getal als 123 000 000 000 000 wordt dan bijvoorbeeld weergegeven als {\displaystyle 1,23\times 10^{14}}.
Indien de wetenschappelijke notatie wordt gebruikt om zeer kleine getallen weer te geven, dat wil zeggen zeer kleine decimale breuken, dicht bij het getal 0, in ieder geval kleiner dan 1, is de exponent een negatief getal. Bijvoorbeeld: 0,000 000 000 000 345 kan worden geschreven als {\displaystyle 3,45\times 10^{-13}}.
In de wiskunde, natuurkunde en andere exacte wetenschappen wordt meestal een midpunt of gecentreerde punt als maalteken gebruikt: men schrijft dan 1,23 · 103 in plaats van {\displaystyle 1,23\times 10^{3}}. Wanneer een gecentreerde punt niet beschikbaar is wordt soms ook een gewone punt gebruikt. Dat kan natuurlijk wel verwarring opleveren wanneer de punt ook gebruikt wordt in plaats van de decimale komma.

## Naam
Het decimaalteken is in het Nederlands een komma, in het Engels een punt. Dat geeft bij het vertalen van zwevendekommagetal wel eens verwarring. Het Engels daarvoor is scientific notation of floating point, dat letterlijk wordt vertaald. Correct Nederlands is zwevendekommagetal of het nu minder gangbare vlottendekommagetal. De discussie duurt al langer dan dat er computers bestaan.

## Voordelen
De wetenschappelijke notatie heeft diverse voordelen boven het volledig uitschrijven van getallen:
- Zeer grote of zeer kleine getallen kunnen, zij het bij benadering, met veel minder cijfers worden weergegeven.
- Deze getallen kunnen als gevolg daarvan veel gemakkelijker met elkaar worden vergeleken, door te beginnen naar de exponent te kijken.
- Vooral vermenigvuldigen en delen gaan sneller wanneer de getallen in de wetenschappelijke notatie staan. De mantisse van de beide getallen moet bij vermenigvuldigen worden vermenigvuldigd en de exponenten op geteld, maar dat gaat sneller dan wanneer de beide getallen volledig staan uitgeschreven.
- Niet-significante nullen worden weggelaten. Het is duidelijker de bevolking van een land op te geven als 16 · 106 of als 16 miljoen, dan als 16 000 000, aangezien het werkelijke aantal waarschijnlijk niet precies 16 000 000 is.

## Varianten

### Programmeertalen
Bij computers en rekenmachines wordt voor de in- en uitvoer van getallen vaak een variant van de wetenschappelijke notatie gebruikt. Het maalteken en de 10 worden dan weggelaten, in plaats van de 10 scheidt de letter 'E' of 'e' de mantisse, de coëfficiënt van de exponent. Het getal 1234·10−6 wordt dan als 1234E-6 of 1234e-6 geschreven. Duizend wordt geschreven als 1E3 of 1e3. In sommige talen mag ook een D worden geschreven: 1E3 is dan hetzelfde als 1D3, maar 1D3 heeft een hogere precisie. De 'E' of 'e' moet niet met de wiskundige constante e, het grondtal van de natuurlijke logaritme, worden verward en de exponent hoort bij de niet weergegeven 10, dus niet bij de mantisse, het eerste getal. 123e6 betekent dus 123·106 en geen {\displaystyle 123^{6}}. Er zijn rekenmachines, die de exponent verhoogd kunnen weergeven.

### Ingenieursnotatie
De ingenieursnotatie is een bijzondere vorm van de wetenschappelijke notatie, de exponent is daarbij altijd een veelvoud van drie. Dit sluit bij de SI-voorvoegsels milli, kilo, mega enzovoort aan.